# Ljudevit Rupčić
Ljudevit Rupčić (* 26. November 1920 in Hardomilje bei Ljubuški, Königreich der Serben, Kroaten und Slowenen, heute Bosnien-Herzegowina; † 25. Juni 2003 in Mostar, Bosnien-Herzegowina) war ein kroatischer Franziskaner (OFM) und Autor.

## Leben
Ljudevit Rupčić wurde 1920 im herzegowinischen Dorf Hardomilje, in unmittelbarer Nähe von Ljubuški gelegen, geboren. Im Jahre 1939 trat er in den Franziskanerorden der herzegowinischen Franziskanerprovinz ein. Im Jahre 1946 zum Priester geweiht, absolvierte er sein Theologiestudium in Zagreb 1947. 
Sein Doktorat erlangte er im Jahre 1958 an der Theologischen Fakultät zu Zagreb, ebenda habilitierte Rupčić 1971. Sein Fachgebiet, die Exegese des Neuen Testaments lehrte er zwischen den Jahren 1958 und 1988 an den römisch-katholischen Fakultäten in Sarajevo und Zagreb. Zu Zeiten des kommunistischen Jugoslawien kam er wegen angeblicher nationaler Betätigung in Untersuchungshaft und Gefängnishaft. Die Untersuchungshaft erfolgte jeweils in Maribor, Zagreb und Sarajevo und betrug zwei Monate und 13 Tagen vom 20. Mai bis 2. August 1945. 
Ljudevit Rupčić wurde im Jahre 1947 zu einer Gefängnishaft von einem Jahr verurteilt, davon verbrachte er acht Monate lang im Gefängnis von Zagreb und Vrapac. 1952 wurde er zu einer vierjährigen Gefängnisstrafe verurteilt, die er in den Gefängnissen von Ljubuški, Mostar und Zenica vom 15. März 1952 bis zum 15. März 1956 verbüßte. Rupčić war zwischen den Jahren 1968 bis 1981 Mitglied der Theologischen Kommission in der ehemaligen, gesamtjugoslawischen Bischofskonferenz. 
Als Exeget des Neuen Testaments, übersetzte Rupčić dieses aus dem Urtext in die kroatische Sprache. Zudem war er Autor vieler Bücher, Artikel und Studien in englischer, deutscher, französischer, italienischer und kroatischer Sprache. Er hielt Vorträge auf zahlreichen kirchlichen Kongressen und Symposien in Europa und Amerika. Zum „Wallfahrtsort“ Međugorje vertrat er eine positive Auffassung und veröffentlichte dazu Bücher und Artikel. Er verstarb im Jahre 2003 im Alter von 83 Jahren.

## Werke
- Die Wahrheit über Medjugorje. Antwort auf eine Schrift von Bischof Žanić, Mostar. Miriam Verlag Josef Künzli, Jestetten 1991, ISBN 3-87449-226-5.
- Das Geschehen von Medjugorje. Eine Untersuchung. Verlag Styria, Graz 1985, ISBN 3-222-11610-5 (zusammen mit René Laurentin).